# SMS Schlesien

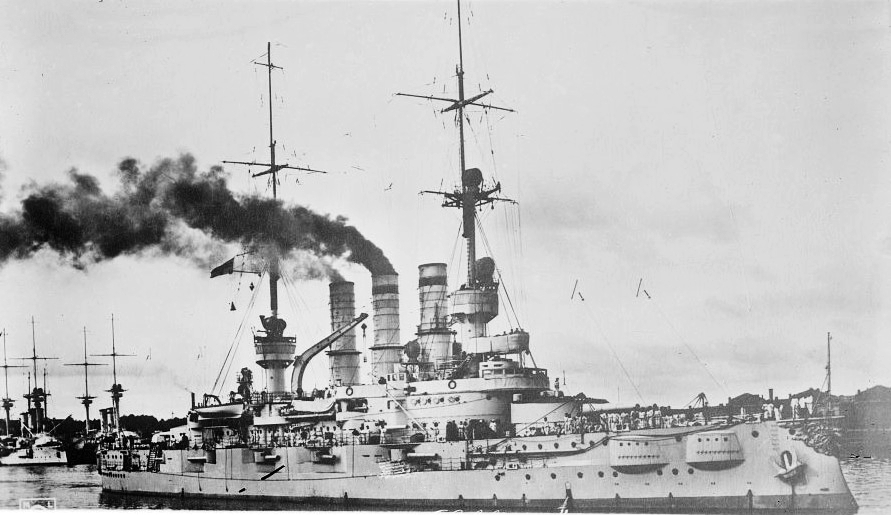
Photographie du SMS Schlesien avant la Première Guerre mondiale

Le SMS Schlesien est l'un des cinq navires de ligne cuirassé de type pré-dreadnought lancé par la marine impériale allemande le 28 mai 1906. Il appartient à la classe Deutschland et a été baptisé d'après la province prussienne de Silésie (Schlesien en allemand). Il continue son service dans la Reichsmarine, après la Première Guerre mondiale, puis dans la Kriegsmarine. Il a été démantelé en 1945 à Swinemünde.

## Service

### Marine impériale
Le navire a été bâti à Dantzig au chantier naval de la compagnie Schichau à partir du 11 juin 1904. Il est mis sur cale le 19 novembre suivant et lancé le 28 mai 1906 en présence du Kaiser Guillaume. Suivent en mars des essais à Kiel. Il est mis en service, le 5 mai 1908. Entretemps la Royal Navy a lancé des cuirassés plus performants, les dreadnoughts, ce qui rend les navires de la classe Deutschland prématurément obsolètes.
Le cuirassé est affecté à la Ire escadre de la Hochseeflotte et prend part aux exercices et manœuvres habituels (sauf en 1912, où la croisière d'été n'a lieu qu'en Baltique, au lieu des eaux norvégiennes, à cause des conséquences de la crise d'Agadir). Il est en mission avec ses quatre sister-ships, au sein de la IIe escadre dans la baie allemande, lorsqu'éclate la Première Guerre mondiale. Il participe à une brève action de soutien pour le bombardement sur les côtes anglaises de Yarmouth et de Lowestoft, les 24 et 25 avril 1916, par des croiseurs de bataille ; mais l'opération est écourtée. Il est présent à la bataille du Jutland des 31 mai et 1er juin 1916, mais n'est engagé au combat que fort brièvement, dans la IVe division de la IIe escadre. Il est trop lent et reste en arrière.
Le SMS Schlesien est assigné ensuite à des missions de surveillance côtière, avant de servir pour l'entraînement des élèves artilleurs de la marine en 1917. Il quitte Kiel, le 5 novembre 1918, alors qu'éclate la mutinerie de Kiel et le début de la révolution qui entraîne la chute de l'empire. Le navire est ancré à Flensbourg, lorsque le commandement de bord donne la permission aux membres de l'équipage, qui veulent se joindre à la révolution, de quitter le navire. Ne demeurent à bord que la moitié de l'équipage et quelques machinistes. Le Schlesien croise en mer Baltique du 6 au 9 novembre 1918, pour fuir les révolutionnaires. Il est mis hors service le 10 et le lendemain l'armistice de Rethondes est signé.

### Reichsmarine
Le Schlesien, vieilli, demeure à la nouvelle marine de l'Allemagne. C'est l'un des rares navires allemands à avoir échappé au sabordage de Scapa Flow et à avoir eu le droit de rester possession allemande, pour assurer la surveillance des côtes du pays Il est rebâti dans les années 1920 et il est remis en service en 1927, pour remplacer le Hannover. Il est navire amiral en 1932, après que le Schleswig-Holstein a été mis hors service de la liste des navires de combat, et que Max Bastian, son ancien commandant, est nommé commandant des cuirassés. Wilhelm Canaris est commandant de bord de 1932 à 1934. La Reichsmarine est renommée Kriegsmarine en 1935.

### Kriegsmarine

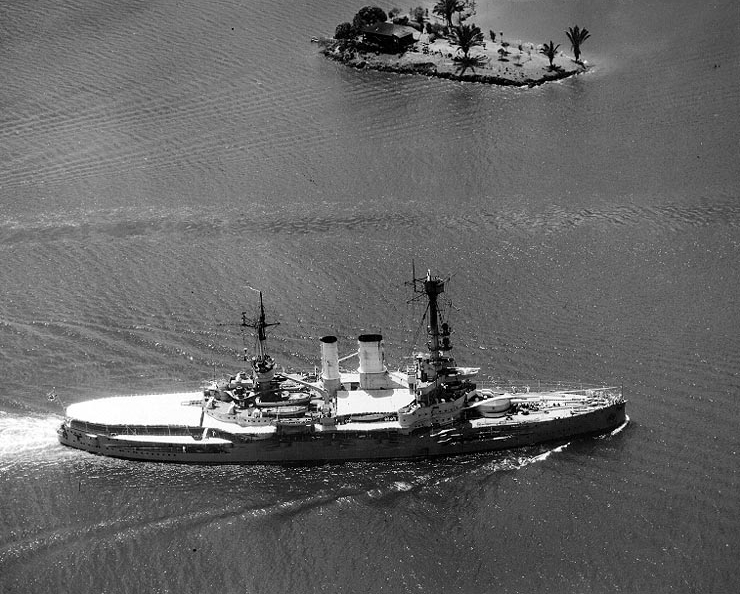
Le Schlesien dans le canal de Panama en 1938

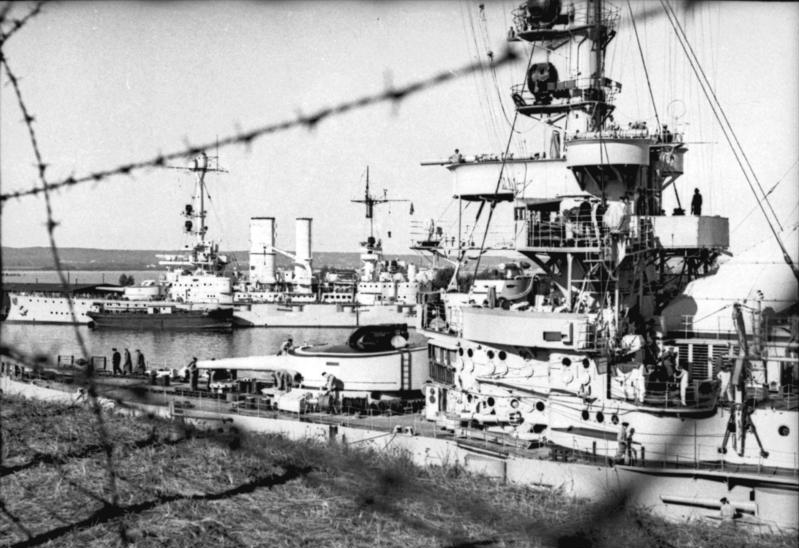
Les Schlesien et Schleswig-Holstein, au port après la prise de Westerplatte

Le Schlesien prend part à des manœuvres avec le nouveau croiseur Deutschland en 1935. Le Schlesien sert de navire-école lorsque la déclaration de guerre est prononcée. Il sert brièvement de brise-glace, puis il prend part en septembre 1939 au soutien des opérations côtières pendant l'invasion de la Pologne et s'ancre à Westerplatte avec le Schleswig-Holstein. Il prend part en 1940 à l'occupation du Danemark au cours de l'opération Weserübung. Il met ensuite fin à ses services de brise-glace pour les sous-marins.
Il escorte en mai 1941 des mouilleurs de mines dans la mer Baltique, puis il sert de casernement à Gotenhafen. Il arrive à Gotenhafen, le 4 avril 1942, avec le Gneisenau et le brise-glace Castor.
Au milieu de l'année 1944, l'armement anti-aérien du Schlesien et celui du Schleswig-Holstein sont considérablement renforcés, pour défendre Gotenhafen des bombardements anglo-américains. Il quitte Gotenhafen pour Swinemünde en avril 1945 à la fin de la guerre. Il doit évacuer plus d'un millier de soldats du front de l'Est et se réapprovisionner en munitions. Mais le navire heurte une mine le 3 mai 1945 au sud-ouest de l'île de Greifswalder Oie à 3 heures 01, puis il doit s'échouer le lendemain dans des basses eaux près de Swinemünde pour échapper aux attaques aériennes. La majeure partie de son artillerie passe aux unités de terre qui sont en train d'évacuer la zone devant l'avance soviétique. Le navire est démantelé par son propre équipage, et ensuite torpillé par une unité de la Flottentorpedoboot, le T 36, afin de ne pas tomber aux mains de l'Armée rouge.
L'épave demeure sur place, puis elle est démolie in situ entre 1949 et 1956 par une entreprise de démolition est-allemande.

## Données techniques

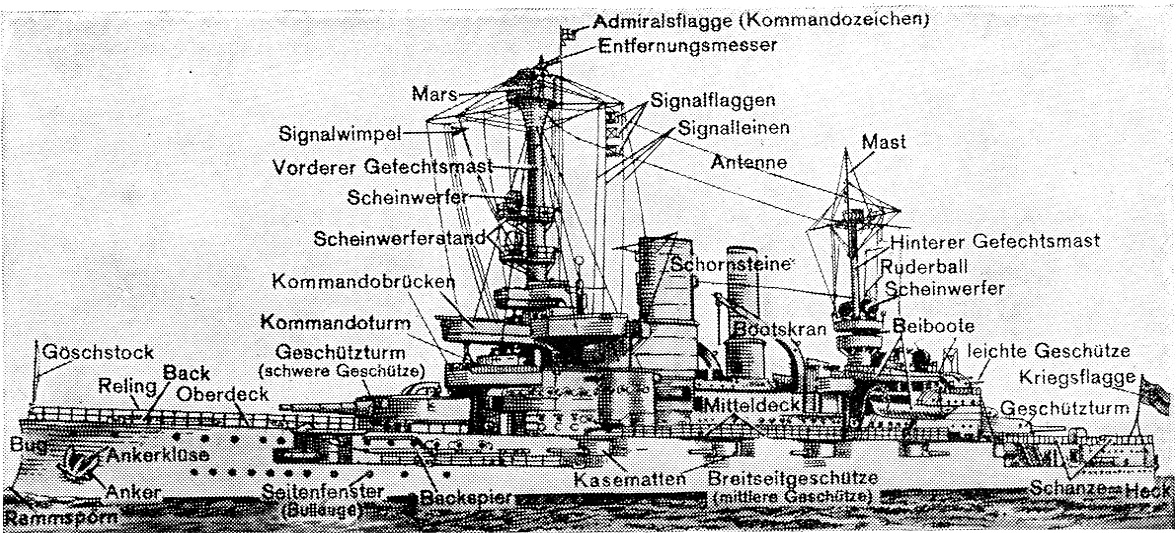
Dessin du Schlesien en 1937

## Commandants
| 5 mai 1908-juillet 1908             | Kapitän zur See Franz von Holleben                     |
| juillet 1908-septembre 1908         | Kapitän zur See Friedrich Schultz                      |
| septembre 1908-30 septembre 1908    | Kapitän zur See Reinhard Koch (de)                     |
| 1er octobre 1909-février 1911       | Kapitän zur See Hugo Louran                            |
| février 1911-octobre 1911           | Kapitän zur See Hugo Langemak                          |
| 4 octobre 1911-30 septembre 1912    | Kapitän zur See Carl Schaumann (de)                    |
| 1er octobre 1912- mars 1915         | Kapitän zur See Carl Hollweg (de)                      |
| mars 1915-avril 1915                | Korvettenkapitän Maximilian Becker (suppléant)         |
| avril 1915-septembre 1916           | Kapitän zur See Friedrich Behncke (de)                 |
| septembre 1916-juin 1917            | Kapitän zur See Ernst Ewers                            |
| juin 1917-août 1917                 | Korvettenkapitän Paul Globig (suppléant)               |
| août 1917-octobre 1917              | Korvettenkapitän Günther Paschen (de)                  |
| octobre 1917-novembre 1917          | Kapitänleutnant der Reserve Franz Wilde (suppléant)    |
| novembre 1917-avril 1918            | Korvettenkapitän/Fregattenkapitän Hans Pochhammer (de) |
| avril 1918                          | Fregattenkapitän Max Lutter                            |
| avril 1918-mai 1918                 | Kapitän zur See Gustav Luppe                           |
| mai 1918-septembre 1918             | Fregattenkapitän Otto Döhring                          |
| septembre 1918-10 novembre 1918     | Fregattenkapitän Hugo von Waldeyer-Hartz               |
| novembre 1918                       | Kapitänleutnant der Seewehr Heinrich Dau               |
| novembre 1918-1er décembre 1918     | Kapitänleutnant Hermann Brunswik                       |
| 1er mars 1927-27 septembre 1927     | Kapitän zur See Werner Tillessen (de)                  |
| 28 septembre 1927-30 septembre 1928 | Fregattenkapitän/Kapitän zur See Alfred Saalwächter    |
| 1er octobre 1928-22 septembre 1929  | Fregattenkapitän/Kapitän zur See Max Bastian           |
| 23 septembre 1929-23 septembre 1932 | Kapitän zur See Kurt Aßmann (de)                       |
| 1er octobre 1932-28 septembre 1934  | Kapitän zur See Wilhelm Canaris                        |
| 27 septembre 1934-24 septembre 1936 | Kapitän zur See Heinrich Ancker (de)                   |
| 25 septembre 1936-29 septembre 1937 | Kapitän zur See Thilo von Seebach (de)                 |
| 1er octobre 1937-3 août 1938        | Kapitän zur See Friedrich-Wilhelm Fleischer (de)       |
| 4 août 1938-4 avril 1939            | Kapitän zur See Werner Lindenau (de)                   |
| 20 avril 1939-16 novembre 1939      | Kapitän zur See Kurt Utke (de)                         |
| 17 novembre 1939-30 juillet 1940    | Kapitän zur See Günther Horstmann (de)                 |
| juillet 1940-août 1940              | Fregattenkapitän Arnold Oehrl                          |
| janvier 1941-mai 1941               | Fregattenkapitän Johannes Isenlar                      |
| mai 1941-octobre 1941               | Kapitän zur See Werner Lindenau (de)                   |
| 15 janvier 1942-30 juin 1942        | Kapitän zur See Ernst von Studnitz (de)                |
| juin 1942-septembre 1942            | Fregattenkapitän Walter Hauser                         |
| septembre 1942-février 1943         | Kapitän zur See Franz Frerichs                         |
| février 1943-mars 1943              | Korvettenkapitän d. Res. Oscar Brödermann              |
| mars 1943-juin 1943                 | Korvettenkapitän Helmut von Oechelhaeuser              |
| juin 1943-novembre 1944             | Kapitän zur See Alfred Roegglen                        |
| novembre 1944-4 mai 1945            | Kapitän zur See Hans-Eberhard Busch                    |